# Hokejski klub Moravske Toplice
Hokejski klub Moravske Toplice (kratica HK Moravske Toplice) je slovenski klub hokeja na travi, ki domače tekme igra na igrišču z umetno travo v Moravskih Toplicah. Klub je bil ustanovljen leta 1996 in deluje tako v moški kot ženski konkurenci, kjer tekmuje v slovenski ligi in Interligi. Največja mednarodna uspeha kluba v moški kategoriji, sta zmaga na evropskem klubskem prvenstvu Challenge IV leta 2009 in tretje mesto na evropskem klubskem pokalnem prvenstvu skupine C leta 2000.
Večje uspehe klub beleži v ženski kategoriji, kjer je osvojil devet naslovov državnih prvakinj, tri pokalne naslove in bil sedemkrat dvoranski prvak. Ženska ekipa je v sestavljeni ekipi, skupaj s HK Triglav Predanovci leta 2010 osvojila naslov dvoranskih prvakinj Interlige. Enak uspeh je sestavljena ekipa dosegla tudi zunaj in leta 2011 postala zmagovalec Interlige. Kot velik uspeh pa se štejeta tudi drugo mesto v Interligi leta 2007 in tretje leta 2009 osvojeni samostojno. 